# Komet Jackson-Neujmin
Komet Jackson-Neujmin (uradna oznaka je 58P/Jackson-Neujmin) je periodični komet z obhodno dobo okoli 8,2 let. Komet pripada Jupitrovi družini kometov.

## Odkritje
Komet sta odkrila južnoafriški astronom Cyril V. Jackson (1903 – 1988) in ruski astronom Grigorij Nikolajevič Neujmin (1886 – 1946). 